# Colleen LaBaff
Colleen LaBaff (* 20. Jahrhundert) ist eine US-amerikanische Maskenbildnerin. Sie ist als Friseurin in der US-Filmbranche tätig.

## Leben
Colleen LaBaff war zunächst als Friseurin in zwei Salons tätig. Ende der 1980er Jahre wurde sie von Tish Simpson zu einer TV-Produktion eingeladen und von dort weitervermittelt. In den 2000er Jahren begann sie bei größeren Filmproduktionen mitzuarbeiten.
Für ihre Arbeit bei den Serien State of the Union und The Originals wurde sie 2010 und 2014 für einen Primetime Emmy nominiert. Für ihre Arbeit bei der Filmbiografie Mank wurde sie 2021 zusammen mit Gigi Williams und Kimberley Spiteri für den Oscar in der Kategorie Bestes Make-up und beste Frisuren sowie für den British Academy Film Award nominiert.

## Filmografie (Auswahl)
- 1991–1994: Clarissa (Clarissa Explains It All, Fernsehserie, 58 Folgen)
- 1996–2003: Sabrina – Total Verhext! (Sabrina – The Teenage Witch, Fernsehserie, 163 Folgen)
- 2003: Last Samurai
- 2004: Plötzlich Prinzessin 2 (The Princess Diaries 2: Royal Engagement)
- 2005: Domino
- 2006: Pirates of the Caribbean – Fluch der Karibik 2 (Pirates of the Caribbean: Dead Man’s Chest)
- 2008: Sex and the City – Der Film (Sex and the City)
- 2008–2010: State of the Union (Fernsehserie, 20 Folgen)
- 2009: Star Trek
- 2012: Die Tribute von Panem – The Hunger Games (The Hunger Games)
- 2013–2014: The Originals (Fernsehserie, 18 Folgen)
- 2015: Kein Ort ohne dich (The Longest Ride)
- 2018: Das Zeiträtsel (A Wrinkle in Time)
- 2020: Mank